# Херсонесский сборник
«Херсонесский сборник» (сокращение: ХСб) — научное периодическое издание (ежегодник) археологических материалов по изучению Херсонеса и Крымского полуострова, издаётся Государственным историко-археологическим музеем-заповедником «Херсонес Таврический». Существует с 1926 года.

## История
Основателем и ответственным редактором первых выпусков сборника был К. Э. Гриневич. Предполагалось в первых четырёх выпусках за 1926—1929 годы издать материалы херсонесских раскопок начала XX века. Сборник выпускался не регулярно и несколько раз возобновлялся (с 2018 года является ежегодником).
Представляет собой базовое научное издание Государственного историко-археологического музея-заповедника «Херсонес Таврический». В основном здесь публикуются статьи по проблемам античной и византийской археологии, истории и литературе, исследования по эпиграфике, нумизматике, сфрагистике, по истории музея и историографии. Большинство статей посвящено крымской и, главным образом, херсонесской тематике, хотя к публикации принимаются работы и по другим регионам античного и византийского мира. Статьи публикуются на русском языке с английскими резюме.
В 2018 году «Херсонесский сборник» был включён в аналитическую базу данных «Российский индекс научного цитирования» (РИНЦ). С 2020 года иллюстративные материалы издаются в цвете. С 2021 года полные выпуски "Херсонесского сборника" размещаются в открытом доступе на портале Херсонесского музея на платформе Academia.edu.
В 2022 году "Херсонесский сборник" получил Международный стандартный сериальный номер (ISSN): 2782-4977.

## Ответственные редакторы
- Вып. 1-3 (1926—1930) — К. Э. Гриневич (1891—1970).
- Вып. 4 (1948) — С. Ф. Стржелецкий (1910—1969).
- Вып. 5 (1959) — К. Э. Гриневич (1891—1970).
- Вып. 6 (1961) — А. С. Башкиров.
- Вып. 7 (1996) — И. А. Антонова (1928—2000).
- Вып. 8-13 (1997—1999, 2001, 2003, 2004) — М. И. Золотарёв (1945—2004).
- Вып. 14 (2005) — С. Д. Крыжицкий (1932—2018).
- Вып. 15 (2006) — Е. Ю. Клёнина.
- Вып. 16-19 (2011—2014, 2018) — Н. А. Алексеенко.
- Вып. 20-25 (2019—2024) — А. В. Зайков.

## Выпуски сборника
- Вып. I. Гриневич К. Э. Стены Херсонеса Таврического. — Севастополь: Херсонесский музей, 1926. — 72 с.
- Вып. II. Материалы по археологии Херсонеса Таврического. — Севастополь: Херсонесский музей, 1927. — 296 с.
- Вып. III. Восточная часть Херсонесского городища. — Севастополь: Государственный Херсонесский музей, 1930. — 246 с.
- Вып. IV. Материалы по археологии Херсонеса Таврического. Памяти В. П. Лисина. — Симферополь: Крымиздат, 1948. — 126 с.
- Вып. V. Материалы по археологии Херсонеса Таврического. — Симферополь: Крымиздат, 1959. — 246 с.
- Вып. VI. Стржелецкий С. Ф. Клеры Херсонеса Таврического: К истории древнего земледелия в Крыму. — Симферополь: Крымиздат, 1961. — 248 с.
- Вып. VII. — Севастополь: Ахтиар, 1996. — 200 с.
- Вып. VIII. Посвящается 170-летию начала археологического изучения Херсонеса Таврического. — Севастополь, Ахтиар, 1997. — 116 с.
- Вып. IX. — Севастополь: Каламо, 1998. — 268 с.
- Вып. X. — Севастополь: Каламо, 1999. — 435 с.
- Вып. XI. ΑΝΑΧΑΡΣΙΣ. Памяти Ю. Г. Виноградова. — Севастополь: Искра, 2001. — 211 с.
- Вып. XII. Памяти И. А. Антоновой. — Севастополь: Искра, 2003. — 403 с.
- Вып. XIII. Посвящён 70-летию А. Н. Щеглова. — Севастополь: Стрижак-Пресс, 2004. — 313 с.
- Вып. XIV. Памяти М. И. Золотарёва. — Севастополь: Максим, 2004. — 348 с.
- Вып. XV. Посвящён 80-летию музейной экспозиции, созданной К. Э. Гриневичем в 1925 г. — Севастополь: Максим, 2006. — 264 с.
- SUPPLEMENT I. Топография Херсонеса Таврического. — Севастополь: Максим, 2006. — 240 с.
- Вып. XVI. Посвящён 185-летию начала археологических исследований на городище Херсонеса. — Севастополь: ЭКОСИ-Гидрофизика, 2011. — 256 с.
- Вып. XVII. Посвящён 120-летию основания музея на территории Херсонеса. — Севастополь: М. Э. Арефьев, 2012. — 240 с.
- Вып. XVIII. Посвящён 125-летию начала исследований Императорской археологической комиссии в Херсонесе Таврическом. — Севастополь: М. Э. Арефьев, 2013—2014. — 260 с.
- Вып. XIX. Памяти Олега Яковлевича Савели / отв. редактор Н. А. Алексеенко. — Севастополь: Альбатрос, 2018. — 390 с.
- Вып. XX. / Отв. ред. А. В. Зайков. — Севастополь: Альбатрос, 2019. — 352 с.; ил.
- Вып. XXI. / Отв. ред. А. В. Зайков. — Севастополь, 2020. — 304 с.; ил. (цветные).
- Вып. XXII. / Отв. ред. А. В. Зайков. — Севастополь, 2021. — 368 с.; ил. (цветные).
- Вып. XXIII. / Отв. ред. А. В. Зайков. — Севастополь, 2022. — 320 с.; ил. (цветные).
- Вып. XXIV. / Отв. ред. А. В. Зайков. — Севастополь, 2023. — 292 с.; ил. (цветные).
- Вып. XXV / отв. ред. А. В. Зайков. — Севастополь, 2024. — 216 с.; цветные ил.